# Albertisia cuneata
Albertisia cuneata är en tvåhjärtbladig växtart som först beskrevs av Ronald William John Keay, och fick sitt nu gällande namn av Lewis Leonard Forman. Albertisia cuneata ingår i släktet Albertisia och familjen Menispermaceae. Inga underarter finns listade i Catalogue of Life.